# Run for Your Life (film)
Run for Your Life is een Brits-Italiaanse dramafilm uit 1988 onder regie van Terence Young.

## Verhaal
Charles Forsythe is een tirannieke, Amerikaanse majoor in Rome. Wanneer hij een promotie misloopt, slaat hij zijn zwangere vrouw Sarah zo hard dat ze een miskraam krijgt. Ze ontmoet de verlamde oud-hardloopkampioen Alan Morani, die haar traint voor een marathon. Charles heeft die marathon al twee jaar op rij gewonnen en Sarah wil zich wreken door hem te verslaan.

## Rolverdeling
| Acteur          | Personage               |
| --------------- | ----------------------- |
| David Carradine | Majoor Charles Forsythe |
| Lauren Hutton   | Sarah Forsythe          |
| George Segal    | Alan Morani             |
| Franco Nero     | Commissaris             |
| Sabine Sun      | Ann Moorcroft           |
| Anthony Dawson  | Kolonel Moorcroft       |
| Jill Pearson    | Dokter Maroussia        |
| Gregg Stewart   | Luitenant Walker        |